# Unchained Melody (ディーン・フジオカの曲)
「Unchained Melody」（アンチェインド メロディ）は、ディーン・フジオカの楽曲である。2017年4月22日・23日に放送が開始されたテレビ朝日系列『サタデーステーション』『サンデーステーション』のエンディングテーマである。